# Anatana indyjska
Anatana indyjska (Anathana ellioti) – gatunek ssaka z rodziny tupajowatych (Tupaiidae).

## Zasięg występowania
Anatana indyjska występuje od środkowej do południowej części półwyspowych Indii, od gór Satpura na wschód do południowo-zachodniego Biharu.

## Taksonomia
Gatunek po raz pierwszy zgodnie z zasadami nazewnictwa binominalnego opisał w 1850 roku brytyjski przyrodnik George Robert Waterhouse nadając mu nazwę Tupaia Ellioti. Miejsce typowe to wzgórza między Cuddapah i Nellox, Andhra Pradesh, Indie. Holotyp to zamontowana skóra bez czaszki dorosłego samca (sygnatura BMNH 1850.1.21.5) ze zbiorów Muzeum Historii Naturalnej w Londynie; okaz zebrany przez Waltera Elliota. Jedyny przedstawiciel rodzaju anatana (Anathana), który zdefiniował w 1913 roku amerykański przyrodnik Marcus Ward Lyon.
Lyon w 1913 roku podzielił rodzaj Anathana na trzy gatunki (A. ellioti, A. pallida i A. wroughtoni), ale w toku późniejszych badań zostały one zsynonimizowane. 
Autorzy Illustrated Checklist of the Mammals of the World uznają ten takson za gatunek monotypowy.

### Etymologia
- Anathana: tamilska nazwa anathaan dla wiewiórki[12].
- ellioti: Sir Walter Elliot (1803–1887), szkocki przyrodnik[13].

## Morfologia
Długość ciała (bez ogona) 165–200 mm, długość ogona 150–230 mm, długość ucha 13–15 mm, długość tylnej stopy 41–45 mm; brak szczegółowych danych dotyczących masy ciała. 

## Ekologia
Gatunek wszystkożerny, żywi się różnymi owadami, dżdżownicami i owocami. Prowadzą głównie naziemny tryb życia. Spłoszone uciekają na drzewa. Prowadzą samotniczy tryb życia.

## Status zagrożenia
W Czerwonej księdze gatunków zagrożonych Międzynarodowej Unii Ochrony Przyrody i Jej Zasobów został zaliczony do kategorii LC (ang. least concern ‘najmniejszej troski’).